# Primera epístola de Pedro

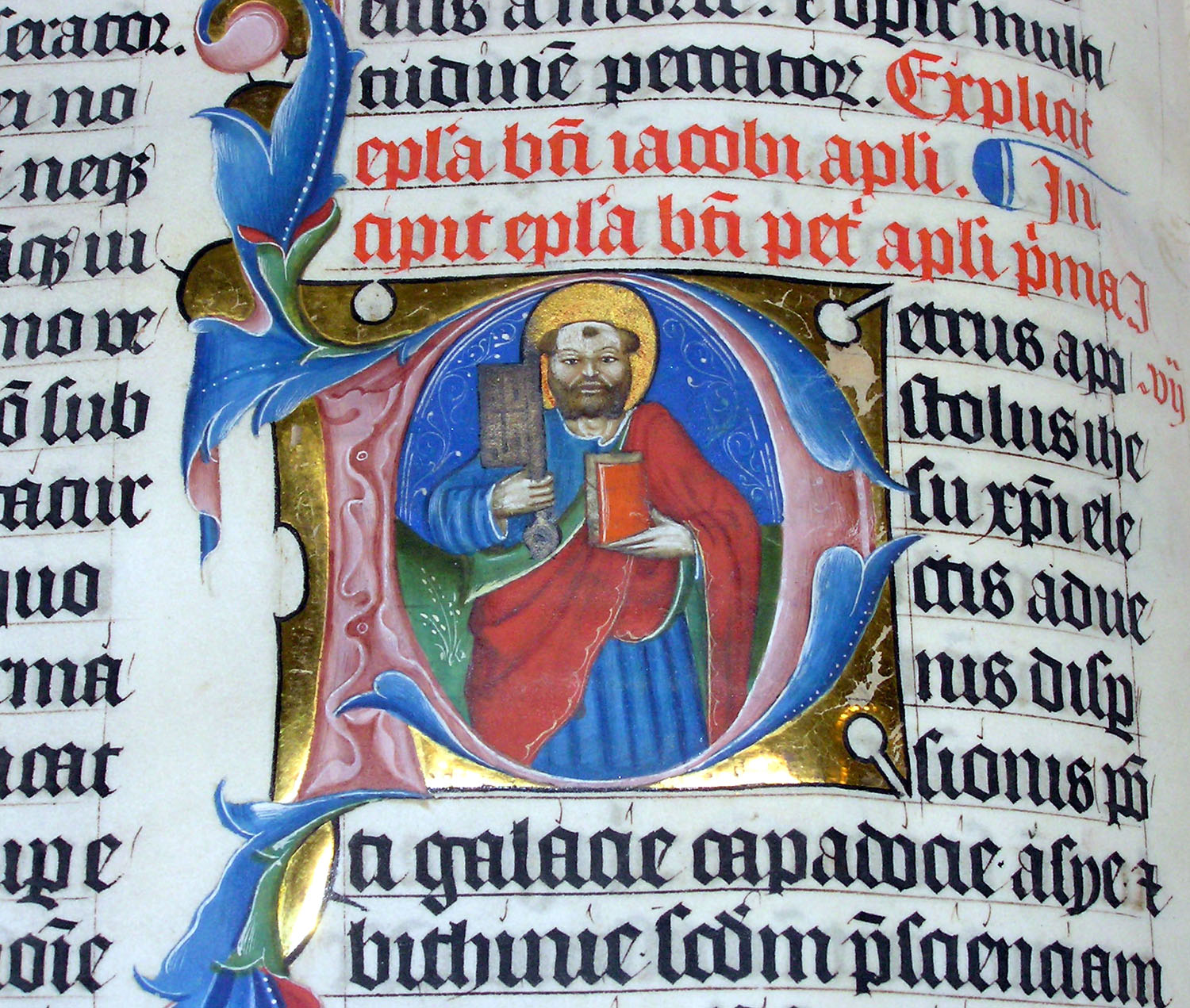
Letra capital de la Primera epístola de Pedro en una biblia latina del año 1407 que se conserva en la Abadía de Malmesbury, de Wiltshire (Sudoeste de Inglaterra). Es un Manuscrito belga, obra de Gerard Brils, para lectura en voz alta en ámbito monacal.

La Primera epístola de Pedro es una carta bíblica dirigida nominalmente a los judíos dispersos en el mundo, si bien puede entenderse como una metáfora referida a los cristianos "exiliados" del Reino Celestial. 
El autor aboga por la determinación y la perseverancia en la persecución, los deberes prácticos de la vida santa, cita como ejemplo a Cristo y otros motivos de paciencia y santidad y concluye con admoniciones para sacerdotes y pueblo. Ha sido definida como «el más denso resumen neotestamentario de la fe cristiana y de la conducta que tal fe inspira».

## Introducción
La Primera Carta de Pedro es un escrito profundamente significativo en el contexto del cristianismo primitivo, dirigido a comunidades mayoritariamente gentiles. Este texto establece un vínculo entre los principales centros de la Iglesia primitiva: Jerusalén, representada por Santiago; Asia Menor, con la labor misionera de Pablo; y Roma, asociada con Pedro. La carta refleja la misión unificadora de la Iglesia en un mundo donde la fe cristiana era frecuentemente enfrentada con hostilidad y rechazo. En su contenido, la carta destaca cómo los cristianos deben vivir su fe en medio de una sociedad que está alejada de Dios, subrayando las implicaciones del Bautismo y el papel central de la Cruz en la vida cristiana. Estos dos elementos son temas recurrentes a lo largo del texto y ofrecen orientación sobre cómo los creyentes pueden ser testigos de Cristo incluso en situaciones adversas.
Desde muy temprano, esta carta fue ampliamente aceptada en la tradición cristiana. Hay referencias a ella en escritos como 1 Clemente (año 97) y en la Carta a los Filipenses de Policarpo, así como en los textos de Justino Mártir. Papías de Hierápolis brinda el primer testimonio indirecto de su existencia, mientras que Ireneo de Lyon la cita en varias ocasiones, atribuyéndola explícitamente a  Pedro. Posteriormente, Clemente de Alejandría incluso redactó un comentario sobre esta carta, aunque dicho texto no se ha conservado. Eusebio, hacia el siglo IV, confirma que esta epístola era considerada como parte de los escritos del Nuevo Testamento aceptados por toda la Iglesia sin ningún tipo de oposición. Así, la Primera epístola de Pedro no solo resalta la importancia de los sacramentos y la misión cristiana, sino que también refleja la cohesión de la Iglesia en sus primeros siglos frente a las dificultades del mundo exterior.

## Esquema y contenido doctrinal
La carta se abre con un breve saludo introductorio a la que sigue un conjunto de exhortaciones para la vida de los cristianos que son justificadas por medio de elementos doctrinales: se invita a vivir en la santidad ya que los cristianos han sido redimidos, se llama a la vivencia de la caridad evangélica unidos con Cristo, se exhorta a cumplir las obligaciones cívicas, comunitarias y familiares, muestra el modo en que los cristianos han de afrontar la persecución gracias a los méritos obtenidos por Jesucristo. Luego habla de los carismas y de su buen uso en la comunidad y alienta a quienes han sufrido la persecución. Finalmente vuelve a recordar a todos, comenzando por los responsables su llamamiento a la gloria de Dios. En la conclusión retoma la intención de la carta y manda los saludos epistolares.
Se trata, por tanto, de una exhortación a la vida cristiana moral y a la coherencia con la fe a pesar de la persecución o las pruebas. Según el autor de la carta, esto solo es posible por la regeneración que Cristo ha alcanzado por medio de su muerte y Resurrección (aun cuando se tratara, siempre según el autor de la carta, de una intención divina siempre presente desde el génesis). Es el Espíritu de Dios, el de Jesucristo quien santifica a los cristianos así como resucitó a Jesús. La consideración de la vida de Jesús es también para el autor de la carta una motivación para el actuar del cristiano: el resultado de la resurrección implica que se pueden afrontar todas las pruebas con esperanza en la salvación definitiva.

## Elementos literarios
La carta fue escrita originalmente en un griego semejante en perfección al de la carta de Santiago. Tiene 62 hápax del Nuevo Testamento, lo cual implica amplitud de vocabulario y el uso de la Septuaginta por parte del autor. Emplea elementos retóricos propios de la lengua griega del tiempo (antítesis, sinónimos acumulados, ritmo) y también gramaticales (uso del artículo y de las conjunciones).
Por el tono impersonal de buena parte de la carta (excluidos solo el saludo inicial y la despedida), algunos autores (K.H. Schelkle, M.E. Boismard, J.N.D. Kelly, E. Best) han dudado de que se trate de una epístola y se inclinan a pensar que sería más bien una homilía transcrita. Boismard incluso sostiene que se tata de una homilía bautismal. Sin embargo, estas teorías no han tenido mucha repercusión en el ámbito bíblico.
Las citas del Antiguo Testamento presentes en la carta, a diferencia de las demás epístolas católicas, provienen más de libros históricos (como el Pentateuco) y profetas que de los sapienciales. Combina textos bíblicos en sus citas aunque sin indicar la procedencia (cf. por ejemplo, 1P 2, 3ss).
Presenta temas comunes a otros escritos del Nuevo Testamento como por ejemplo: la nueva vida por la palabra del Evangelio, el gozo en la adversidad, la adoración en espíritu.
En cuanto al autor, además de quienes sostienen que fue el mismo san Pedro –a partir del testimonio de la misma carta y de los escritos de los Santos Padres (Papías, Ireneo, Clemente de Alejandría, Orígenes, Eusebio de Cesarea...)– como A.F. Waals, A.M. Stibbs, D. Guthrie, C. Spicq, etc., están los que afirman la autoría de Silvano, personaje mencionado en la carta (cf. 1P 5, 12) y así explicar la elegancia del griego usado por el autor (así Boismard, Cullmann, Schelkle, Bornemann, Von Soden, etc.). Finalmente otro grupo de exegetas piensa que el autor se mantendría desconocido aunque sería habitante de Roma o del Asia Menor: sostienen su posición en que la carta mantiene demasiada relación con escritos del ámbito paulino (tesis de las cartas a los romanos o a los efesios), el griego usado es demasiado correcto para un pescador de Galilea y la situación de persecución que si fuera la de Pedro sería más explícito en dar información.

## Contenido
La carta tiene una estructura bastante clara. Comienza con el saludo epistolar, semejante al de otros escritos del Nuevo Testamento (1,1-2), y termina con una exhortación a la perseverancia (3,17-18). El cuerpo de la carta tiene tres secciones diferenciadas repartidas en cinco capítulos: 
- La primera (1,3-21) es una llamada a mantenerse fieles a la doctrina recibida.
- La segunda (2,1-22) es una larga diatriba contra los falsos doctores que llevan una vida pervertida y pretenden corromper a los demás.
- La tercera (3,1-16) trata de la Parusía, refuta falsas opiniones y propone la verdadera enseñanza.[15]

## Lugar, datación y canonicidad
Según testimonio del autor de la carta, ésta fue escrita desde Babilonia, es decir, desde una de las ciudades paganas de la Antigüedad, casi con toda seguridad Roma.
Si el autor fuera san Pedro no se puede datar con posterioridad al año 67. Y el uso por parte de los Padres de la Iglesia también confirma su fecha en el siglo II. Así, se suelen dar fechas entre el 65 y el 95 (quienes sostienen la autoría de Silvano). Los partidarios de un autor anónimo la colocan entre el 95 y el 111.
Sobre la canonicidad de la carta, ya se manifiesta Ireneo de Lyon (cf. Adversus haereses, IV, 9, 2) y también Clemente de Alejandría (cf. Stromata III, 11-18). No se encuentra en el canon de Muratori. En el siglo III ya es considerado parte del canon (cf. Eusebio de Cesarea, Historia Ecclesiástica 3, 25) con excepción de las iglesias siríacas que solo lo incorporan desde el siglo V.